# Кротевич, Вячеслав Людвигович
Вячесла́в Лю́двигович Кроте́вич (3 октября 1908, Елец, Орловская губерния, Российская империя — 19 ноября 1943, район о. Гогланд, Финский залив, Балтийское море) — советский лётчик авиации ВМФ, участник Великой Отечественной войны, Герой Российской Федерации (6.12.1993, посмертно). Старший лейтенант (5.08.1943).

## Биография
В. Л. Кротевич родился в 1908 году в городе Ельце, ныне в составе Липецкой области.
В Красной Армии с 1929 года. В 1930 году окончил Военно-теоретическую школу лётчиков ВВС РККА в Ленинграде. С января 1931 года учился в 2-й военной школе лётчиков в Борисоглебске, но в июле того же года переведён в Военную школу морских лётчиков и лётчиков-наблюдателей имени И. В. Сталина в городе Ейске Краснодарского края. Окончил её в 1932 году, оставлен в ней же инструктором-лётчиком. С апреля 1934 года служил комендантом аэродрома 11-я военная школа летчиков имени Пролетариата Донбасса в Ворошиловграде. В декабре 1934 года уволен в запас.
С декабря 1935 года работал в Московском аэроклубе «Метрострой» ОСОАВИАХИМа, был командиром учебного отряда и эскадрильи, с декабря 1936 года был начальником учебно-лётного отдела этого аэроклуба. В 1941 году вступил в ВКП(б).
В мае 1942 года был вторично призван в Красную Армию, направлен в военно-морскую авиацию и прошёл переобучение в 1-м запасном авиаполку ВВС ВМФ. В ноябре 1942 года был зачислен в состав 35-го штурмового авиационного полка, который находился на переформировании в тылу.
Лейтенант В. Л. Кротевич — участник Великой Отечественной войны с апреля 1943 года, когда полк прибыл на фронт и был зачислен в состав ВВС Балтийского флота. Сначала командовал звеном, в августе 1943 года стал заместителем командира эскадрильи.
Только за июль-сентябрь 1943 года старший лейтенант В. Л. Кротевич на самолете-штурмовике Ил-2 совершил 13 боевых вылетов (большей частью по наземным целям), уничтожил несколько танков и артиллерийских орудий противника. 10 ноября 1943 года возглавил атаку группы из 6 штурмовиков на немецкий конвой в Финском заливе, в результате потоплены 1 вражеский транспорт и 1 тральщик.
19 ноября 1943 года в боевом вылете севернее острова Гогланд (Финский залив) экипаж старшего лейтенанта Вячеслава Кротевича был лидирующим во главе группы штурмовиков Ил-2, имеющей задачу атаковать немецкие корабли в районе острова Гогланд в Финском заливе. При заходе в атаку штурмовик был подбит. Экипаж (вторым членом экипажа летел штурман звена младший лейтенант И. Ф. Быков) направил горящий самолет на боевой корабль противника и, врезавшись ему в борт, потопил. Экипаж погиб при взрыве.
Указом Президента Российской Федерации от 6 декабря 1993 года за мужество и героизм, проявленные в борьбе с немецко-фашистскими захватчиками в Великой Отечественной войне 1941—1945 годов старшему лейтенанту Кротевичу Вячеславу Людвиговичу присвоено звание Героя Российской Федерации посмертно.

## Награды
- Герой Российской Федерации (6.12.1993, посмертно)[3]
- Орден Красного Знамени (3.11.1943)
- Орден Отечественной войны 1-й степени (23.10.1991, посмертно)
- Медаль «За оборону Ленинграда» (вручена в 1943)

## Память
- В 1994 году Вячеславу Кротевичу присвоено звание почётного гражданина города Ельца (посмертно).
- В 2000 году Кротевичу в городе Ельце на площади Победы установлен памятник.
- 5 мая 1965 года в Липецке Строительная улица переименована в улицу Кротевича. Улица его имени есть также в Ельце.
- Имя Героя высечено на мемориале лётчикам-балтийцам в деревне Мурино Ленинградской области.